# Втори планински артилерийски полк
Втори планински артилерийски полк е български планински артилерийски полк, формиран през 1899 година и взел участие в Балканската (1912 – 1913), Междусъюзническата (1913) и Първата световна война (1915 – 1918).

## Формиране
Полкът е формиран на 18 февруари 1899 г. в Самоков, под името Второ планинско артилерийско отделение и влиза в състава на Планински артилерийски полк. На 26 май 1904 г. полкът заминава за Враца, където е до октомври 1907 г., след което се установява на гарнизон в Брезник. На 1 януари 1911 г. е реорганизирано в полк и преименувано на Втори планински артилерийски полк. На 24 септември 1912 г. се установява в Дупница.

### Балкански войни (1912 – 1913)
Взема участие в Балканската (1912 – 1913) в състава на 7-а пехотна рилска дивизия. Състои се от Щаб на полка, 1-во скорострелно отделение (1-ва, 2-ра и 3-та батареи), 2-ро скорострелно отделение (4-та, 5-а и 6-а батарея) и 3-то скорострелно отделение (7-а, 8-а и 9-а батарея). Четвърто скорострелно отделение (10-а, 11-а и 12-а батарея) влизат в състав на Родопския отряд. Отделенията влизащи в състава на 7-а пехотна дивизия към 5 октомври 1912 г. имат 40 офицери (от които 7 лекари), 2 чиновника и 3815 подофицера и войника, имат 120 яздитни, 1531 товарни коне с 1531 самара и 12 вола с 6 волски коли. Въоръжението включва 360 пушки и карабини, 120 саби и 36 планински скорострелни оръдия.
Полкът взема участие в Междусъюзническата (1913) и Първата световна война (1915 – 1918). През октомври 1918 г. е разформиран.

## Наименования
През годините полкът носи различни имена според претърпените реорганизации:
- Второ планинско артилерийско отделение (18 февруари 1899 – 1 януари 1911)
- Второ планински артилерийски полк (1 януари 1911 – октомври 1918)

## Командири
- Полковник Георги Босев (1911 – 1912)
- Полковник Иван Пройнов (от началото на 1915 – септември 1915)
- Подполковник Георги Котев Бояджиев ( – юли 1917)